# Low (David-Bowie-Album)
Low ist das elfte Studioalbum von David Bowie und erschien im Januar 1977 auf RCA Records. Sound und Produktion dieses Albums wurden maßgeblich von Krautrock, der Gruppe Tangerine Dream, Edgar Froese und insbesondere Brian Eno beeinflusst, mit dem Bowie auch die beiden Folgealben “Heroes” und Lodger aufnahm, die mit Low von 1977 bis 1979 seine sogenannte „Berlin-Trilogie“ bilden.

## Entstehung und Stil
David Bowie nahm Low während des Jahres 1976 auf und lieferte die fertige Produktion rechtzeitig zum Weihnachtsverkauf bei der RCA ab. Die Plattenfirma war aber nach dem ersten Anhören so schockiert, dass sie die Veröffentlichung bis Januar 1977 hinauszögerte. Dieses Album hat nichts mit dem großflächig soul- und disco-geprägten Vorgänger Station to Station gemeinsam, vielmehr sind Sound und Grundstimmung auf Low düster und introvertiert. Bowie und Eno bedienen sich experimenteller Klangerzeugung und elektronischer Instrumente wie dem Minimoog. Zusammen mit einem extrem verfremdeten Schlagzeug und präparierten Gitarren sorgt dies für einen einzigartigen Sound, weshalb Low als seiner Zeit voraus gilt. Einen musikalischen Einfluss hatten deutsche Bands wie Kraftwerk und Neu!.
Auf Low befinden sich nur fünf Gesangsstücke. Die Texte sind kurze Fragmente ohne klassische Song-Struktur mit Strophe und Refrain und behandeln Themen wie Persönlichkeitsspaltungen, Psychosen und Selbstmord. Die Instrumentals Speed of Life und A New Career in a New Town schlagen jedoch auch optimistische und lebhafte Töne an. Die zweite Seite der LP enthält vier fast ausschließlich instrumental vorgetragene, atmosphärisch wirkende Stücke, die von Synthesizerklängen dominiert werden. Von Low an hat Bowie bis zur Figur Blind Prophet im Musikvideo für Blackstar, aus dem gleichnamigen Album aus dem Jahr 2015, nie wieder ein Alter Ego für ein Musikalbum wie zum Beispiel Major Tom, Ziggy Stardust oder den The Thin White Duke geschaffen.

## Singles
Aus Low wurde im Februar 1977 die Single Sound and Vision / A New Career in a New Town und im Juni 1977 die Single Be My Wife / Speed of Life veröffentlicht.

## Titelliste
Bis auf die gekennzeichneten Ausnahmen stammen alle Songs aus der Feder von David Bowie.
Seite 1:
1. Speed of Life – 2:47
2. Breaking Glass (Bowie, Dennis Davis, George Murray) – 1:52
3. What in the World – 2:23
4. Sound and Vision – 3:03
5. Always Crashing in the Same Car – 3:23
6. Be My Wife – 2:56
7. A New Career in an New Town – 2:55

Seite 2:
1. Warszawa (Bowie, Brian Eno) – 6:23
2. Art Decade – 3:47
3. Weeping Wall – 3:28
4. Subterraneans – 5:42

Bonustracks (1991):
1. Some Are – 3:24
2. All Saints – 3:35
3. Sound and Vision (Remix 1991) – 4:43

## Rezeption
Obzwar das Album Low zum Zeitpunkt der Veröffentlichung auf gemischte Kritiken stieß, gilt es heute als Meilenstein der experimentellen Rockmusik und gehört laut Kritikern zu Bowies besten Alben.
Das Magazin Rolling Stone wählte Low 2003 auf 249, 2012 auf Platz 251 und 2020 auf Platz 206 der 500 besten Alben aller Zeiten.
In der Zusammenstellung der 500 besten Alben des New Musical Express belegt das Album Platz 14.
Pitchfork kürte Low zum besten Album der 1970er Jahre.
In der Auswahl der 200 besten Alben aller Zeiten von Uncut erreichte es Platz 19.
In Band 1 seiner Buchreihe Rock vergibt das deutsche Magazin eclipsed für das Album die höchste Wertung Kaufrausch. Das Album landet in der Gesamtschau aller Bowie-Alben auf Platz 3.
Low wurde in die 1001 Albums You Must Hear Before You Die aufgenommen.

## Wirkung
Die 1976 gegründete britische Band Joy Division nannte sich vor dem Erscheinen ihrer ersten Aufnahmen ursprünglich „Warsaw“, inspiriert von dem Stück Warszawa  auf Low.